# 18 til I Die
18 til I Die é o sétimo álbum de estúdio do cantor e compositor canadense Bryan Adams.  Lançado em 4 de junho de 1996 pela A&M Records, o álbum se tornou um sucesso comercial chegando ao primeiro lugar no Reino Unido e ao segundo lugar em seu país natal, o Canadá. Foi gravado em diferentes locais, incluindo Jamaica e França. 18 til I Die apresentou a música número um "Have You Ever Really Loved a Woman?", Que foi lançada como single e na trilha sonora do filme Don Juan DeMarco mais de um ano antes, e quatro outros singles: "The Only Thing That Looks Good on Me Is You" (o segundo single do álbum, lançado em 8 de maio), "Let's Make a Night to Remember", "Star" e "18 til I Die"; a faixa do álbum "I'll Always Be Right There" também foi lançada nas rádios dos Estados Unidos. 
Após o lançamento do álbum em junho, para promovê-lo, Adams fez uma turnê pela América do Norte e Europa. O álbum gerou críticas adversas dizendo que Bryan estava tentando ser jovem em suas letras quando aparentava estar passando por uma crise da meia idade.